# ماديسونفيل (كنتاكي)
ماديسونفيل (بالإنجليزية: Madisonville, Kentucky)‏ هي مدينة تقع في مقاطعة هوبكنز، كنتاكي بولاية كنتاكي في وسط جنوب شرق الولايات المتحدة. تأسست عام 1807، تبلغ مساحة هذه المدينة 48 (كم²)، وترتفع عن سطح البحر 144 م، بلغ عدد سكانها 19307 نسمة في عام 2000 حسب إحصاء مكتب تعداد الولايات المتحدة .

## التركيبة السكانية
حدّد مكتب تعداد الولايات المتحدة بيانات التركيبة السكانية لماديسونفيل في تعداد الولايات المتحدة. في ما يلي، التركيبة السكانية حسب تعدادي 2000 و2010.

### تعداد عام 2000
بلغ عدد سكان ماديسونفيل 19,307 نسمة بحسب تعداد عام 2000، وبلغ عدد الأسر 8,077 أسرة وعدد العائلات 5,328 عائلة مقيمة في المدينة. في حين سجلت الكثافة السكانية 401.1 نسمة لكل كيلومتر مربع (1,038.8/ميل2). وبلغ عدد الوحدات السكنية 8,889 وحدة بمتوسط كثافة قدره 184.7 لكل كيلومتر مربع (478.4/ميل2).
وتوزع التركيب العرقي للمدينة بنسبة 86.21% من البيض و11.24% من الأمريكيين الأفارقة و0.18% من الأمريكيين الأصليين و0.51% من الأمريكيين ذوي الأصول الآسيوية و0.03% من سكان جزر المحيط الهادئ و0.63% من الأعراق الأخرى و1.20% من عرقين مختلطين أو أكثر و1.34% من الهسبانيون أو اللاتينيون من أي عرق.
بلغ عدد الأسر 8,077 أسرة كانت نسبة 33.1% منها لديها أطفال تحت سن الثامنة عشر تعيش معهم، وبلغت نسبة الأزواج القاطنين مع بعضهم البعض 48.8% من أصل المجموع الكلي للأسر، ونسبة 14.2% من الأسر كان لديها معيلات من الإناث دون وجود شريك،  بينما كانت نسبة 3% من الأسر لديها معيلون من الذكور دون وجود شريكة وكانت نسبة 34% من غير العائلات. تألفت نسبة 30.4% من أصل جميع الأسر من عدة أفراد يعيشون في نفس المنزل ونسبة 13.3% كانت تتألف من شخص يعيش بمفرده يبلغ من العمر 65 عاماً أو أكثر. وبلغ متوسط حجم الأسرة المعيشية 2.31، أما متوسط حجم العائلات فبلغ 2.87.
بلغ العمر الوسطي للسكان 38.7 عاماً. وكانت نسبة 23.9% من القاطنين تحت سن الثامنة عشر، وكانت نسبة 8% بين الثامنة عشر والرابعة والعشرين عاماً، ونسبة 26.9% كانت واقعةً في الفئة العمرية ما بين الخامسة والعشرين والرابعة والأربعين عاماً، ونسبة 23.3% كانت ما بين الخامسة والأربعين والرابعة والستين، ونسبة 14.8% كانت ضمن فئة الخامسة والستين عاماً فما فوق. يوجد لكل 100 أنثى 86.7 ذكر، ويوجد لكل 100 أنثى في الثامنة عشر من عمرها فما فوق 82.6 ذكر.
بلغ متوسط دخل الأسرة في المدينة 31,097 دولارًا، أما متوسط دخل العائلة فبلغ 38,688 دولارًا. وكان متوسط دخل الذكور 32,064 دولارًا مقابل 20,940 دولارًا للإناث. وسجل دخل الفرد الخاص بالمدينة 19,381 دولارًا. وكانت نسبة 13% من العائلات ونسبة 16.4% من السكان تحت خط الفقر، وكان من هؤلاء نسبة 27.9% تحت سن الثامنة عشر ونسبة 7.8% في الخامسة والستين من العمر وما فوق.

### تعداد عام 2010
بلغ عدد سكان ماديسونفيل 19,591 نسمة بحسب تعداد عام 2010، وبلغ عدد الأسر 8,110 أسرة وعدد العائلات 5,148 عائلة مقيمة في المدينة. في حين سجلت الكثافة السكانية 407 نسمة لكل كيلومتر مربع (1,054.1/ميل2). وبلغ عدد الوحدات السكنية 9,004 وحدة بمتوسط كثافة قدره 187.1 لكل كيلومتر مربع (484.6/ميل2).
وتوزع التركيب العرقي للمدينة بنسبة 83.29% من البيض و12.17% من الأمريكيين الأفارقة و0.14% من الأمريكيين الأصليين و0.88% من الأمريكيين ذوي الأصول الآسيوية و0.08% من سكان جزر المحيط الهادئ و0.91% من الأعراق الأخرى و2.53% من عرقين مختلطين أو أكثر و2.22% من الهسبانيون أو اللاتينيون من أي عرق.
بلغ عدد الأسر 8,110 أسرة كانت نسبة 30.3% منها لديها أطفال تحت سن الثامنة عشر تعيش معهم، وبلغت نسبة الأزواج القاطنين مع بعضهم البعض 44.4% من أصل المجموع الكلي للأسر، ونسبة 14.7% من الأسر كان لديها معيلات من الإناث دون وجود شريك،  بينما كانت نسبة 4.4% من الأسر لديها معيلون من الذكور دون وجود شريكة وكانت نسبة 36.5% من غير العائلات. تألفت نسبة 31.8% من أصل جميع الأسر من عدة أفراد يعيشون في نفس المنزل ونسبة 12.5% كانت تتألف من شخص يعيش بمفرده يبلغ من العمر 65 عاماً أو أكثر. وبلغ متوسط حجم الأسرة المعيشية 2.31، أما متوسط حجم العائلات فبلغ 2.88.
بلغ العمر الوسطي للسكان 39.2 عاماً. وكانت نسبة 22.6% من القاطنين تحت سن الثامنة عشر، وكانت نسبة 8.8% بين الثامنة عشر والرابعة والعشرين عاماً، ونسبة 25.8% كانت واقعةً في الفئة العمرية ما بين الخامسة والعشرين والرابعة والأربعين عاماً، ونسبة 26.7% كانت ما بين الخامسة والأربعين والرابعة والستين، ونسبة 16.1% كانت ضمن فئة الخامسة والستين عاماً فما فوق. وتوزع التركيب الجنسي للسكان بنسبة 47.8% ذكور و52.2% إناث.

## أعلام
- بايرون باركر
- مايك فيليبس
- موريس دبليو. لونغ
- فرانك رامزي
- سوني كولينز
- روبي لافوون
- ترافيس فورد

## وصلات خارجية
- www.madisonvillegov.com
- The US50 - Cities and Towns in Kentucky State